# Mike & Molly
Mike & Molly is een sitcom die op 20 september 2010 van start ging op de Amerikaanse zender CBS, met in de hoofdrollen Billy Gardell en Melissa McCarthy. De laatste won hiervoor in 2011 een Emmy Award voor 'beste vrouwelijke hoofdrol in een komische serie'. In Vlaanderen werd de serie uitgezonden door ZES, in Nederland door  Comedy Central en Fox.

## Uitgangspunt
Mike Biggs is een gezette politieagent in Chicago die besluit om wat aan zijn overgewicht te doen. Hij gaat naar een bijeenkomst van de Anonieme Overeters en ontmoet daar Molly Flynn, een basisschoollerares die ook lijdt onder haar overgewicht. Ze nodigt hem uit om over zijn werk te spreken voor haar klas, waarna ze beginnen te daten. Mike krijgt hiervoor adviezen van zijn beste vriend en partner bij de politie Carl McMillan, die zich graag opstelt als ervaren vrouwenversierder, maar zelf inwoont bij zijn oma. Een hindernis die het stel vaak moet nemen om samen te kunnen zijn, wordt gevormd door de capriolen van Molly's dramatisch zus Victoria en haar altijd van een wijnglas voorziene moeder Joyce. Ook mag Mike wat meer tegengas bieden aan zijn eigen moeder, in Molly's ogen.

## Rolverdeling
- Billy Gardell - Michael Biggs
- Melissa McCarthy - Molly Flynn
- Reno Wilson - Carlton "Carl" McMillan
- Nyambi Nyambi - Samuel
- Swoosie Kurtz - Joyce Flynn
- Katy Mixon - Victoria Flynn
- Louis Mustillo - Vincent Moranto
- Cleo King - Rosetta
- Rondi Reed - Peggy Biggs